# Dressurviereck

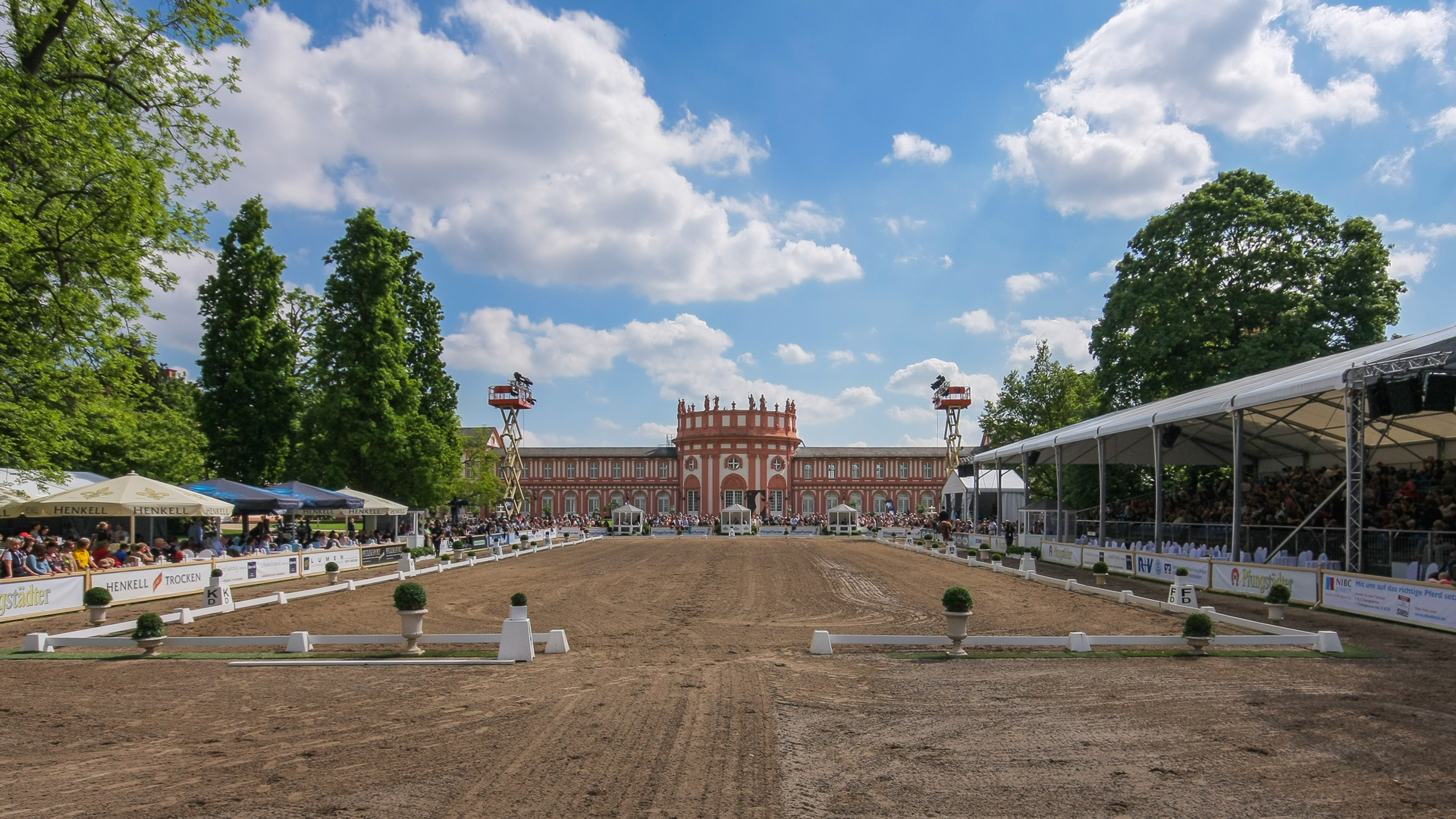
Dressurviereck vor dem Schloss Biebrich, Pfingstturnier Wiesbaden 2013

Ein Dressurviereck ist eine genormte Reitbahn, auf der Prüfungen im Dressurreiten durchgeführt werden können. Die Standardmaße des Dressurvierecks zur Durchführung von Prüfungen der FN betragen 20 × 40 Meter (leichte Aufgaben: Klasse E-L) oder 20 × 60 Meter (schwere Aufgaben: Klasse M-S, sowie einzelne Aufgaben der Klasse L). Es gibt definierte Bahnpunkte, welche den Ort der Bahnfiguren bestimmen, die während einer Dressurprüfung auszuführen sind.
Die Bahnpunkte dienen der Orientierung von Reitern und Richtern.
| Bahnmarkierungen des Dressurvierecks 20 × 40 m | |
|                                                | Merkspruch: „Mein Bester Freund Anton Kann Einen Heben Cheerio!“                                                               |
| Die Punkte sind Zirkelpunkte                   | |
|                                                | |
| Bahnmarkierungen des Dressurvierecks 20 × 60 m | |
|                                                | Merkspruch: „Mein Ross braucht Paraden für alle korrekten Volten, es soll hinter Celsius gehen in Xantippes leichter Dressur.“ |

Die Bahnpunkte wurden das erste Mal bei den Olympischen Spielen 1920 in Antwerpen (Belgien) verwendet. Es ist nicht abschließend geklärt, wer die Buchstaben für die Markierung festgelegt hat und wieso genau diese gewählt wurden. Es bestehen zwei Theorien, warum gerade diese Buchstaben verwendet wurden:
Theorie 1: Um die Bahnpunkte sowohl optisch und akustisch möglichst gut zu unterscheiden, sowohl für Reiter, Richter und das Publikum wurden möglichst unterschiedlich klingende und aussehende Buchstaben gewählt.
Theorie 2:  Laut der zweiten Theorie stammen die Buchstaben aus dem Pferdestall des deutschen Kaisers, wo die Standorte der Rösser entsprechend den Titeln ihrer Besitzer markiert waren:
K – Kaiser
F – Fürst
E – Edeling (Ehrengast)
B – Bannerträger
S – Schatzkanzler
M – Meier
H – Hofmarschall
Es gab auch schon Versuche, eine systematischere Bahnbezeichnung einzuführen (z. B. in der Reitvorschrift von 1936). Dieser Versuch blieb allerdings beim Versuch und setzte sich nicht durch in der Reiterwelt.